# Nadine Salembier
Pour les articles homonymes, voir Salembier.
Nadine Salembier est une femme d'affaires belge née le 1er avril 1932 à Comines (Belgique) et décédée le 22 février 2018,.
Elle est fondatrice et a été la présidente des instituts de beauté Beauté & Vie et de la marque de cosmétique Nadine Salembier. Par ailleurs, elle occupe de nombreux postes au sein d'institutions tant au niveau belge qu'européen.

## Biographie

### Vie professionnelle
Dès son retour de ses nombreux voyages autour du monde, Nadine Salembier ouvre son premier institut de beauté à Comines, sa ville natale. En 1964, NS (son surnom dans le métier) ouvre un deuxième institut à Mouscron, ville hennuyère. Les soins sont très simples : épilations, manucures, pédicures et soins du visage.
Après plusieurs années d'expérience internationale dans les différents domaines de l'esthétique-cosmétique ont permis à Nadine Salembier de se former sur le monde des ingrédients naturels. En 1972, entourée de spécialistes de l'esthétique et de la cosmétologie rencontrés lors de congrès, elle crée une gamme de produits cosmétiques naturels dont la marque n'est autre que son nom. Elle s'est investie dans la création de produits de beauté figurant à la pointe de la recherche et de l'innovation. Les produits cosmétiques sont désormais commercialisés aux quatre coins du monde.
Un an plus tard, sur l'avenue Louise à Bruxelles, elle inaugure un centre de bien-être et de balnéothérapie où la qualité totale sera son cheval de bataille.
En première européenne, la société Nadine Salembier lance en 1985 la technique de maquillage permanent. Cette technique révolutionnaire a vu le jour en Asie, et plus précisément au Japon, où Nadine Salembier fut formée dans les années 1970. De nombreuses collègues professionnelles en Europe furent initiées et formées par Nadine Salembier.

### Vie institutionnelle
Mandats :

#### International Federation of Aestheticians
- 1988 : élue présidente de la Fédération Internationale de l'Esthétique-Cosmétique (INFA)[5].
- 1990 : création d'un label de qualité à l'échelle internationale. (Gold Master)[6].
- 2003 : réélection à la présidence de la Fédération Internationale de l'Esthétique-Cosmétique (INFA).
- 2005-2007 : création de nouveaux diplômes (les passeports de la beauté): Fashion & Beauty, Business Beauty Passport, Technologie de l'Ongle et de la Main, Beauty & Wellness[7].

#### Union Nationale des Esthéticiennes de Belgique
- 1985 : élue présidente de l'Union Nationale des Esthéticiennes de Belgique[8].
- 1993 : présidente du Jury Central officiel de l'État pour la formation des esthéticiennes[9].
- 2003 : réélection à la présidence de l'Union Nationale des Esthéticiennes de Belgique.
- 2002-2007 : réalisation de plusieurs actions humanitaires et sociales dans différents établissements spécialisés tels que: les prisons pour femmes, les maisons de repos, des foyers pour femmes battues, des centres d'aide aux malades d'Alzheimer et du Psoriasis).

#### Autres
- 1993 : après introduction d'une requête concernant l'accès officiel et légal à la profession d'esthéticienne en Belgique, elle obtient la signature de l'Arrêté royal du 14 janvier 1993[10].
- 1998 : mandat au ministère de l'Emploi et du Travail pour la Commission paritaire de la coiffure et des soins de beauté[11].
- 2006 : membre suppléant à la Chambre des Classes Moyennes - Conseil Économique et Social[12].
- 2007 : obtention d'un accord en collaboration avec la Ministre Fédérale des Classes Moyennes et de l’Agriculture Sabine Laruelle, relatif à la « compétence professionnelle pour l’exercice des activités indépendantes relatives aux soins corporels », qui a été publié au Moniteur Belge le 23 mars 2007 et entré en vigueur le 1er septembre 2007[10].
- 2012 : Nadine Salembier est élue présidente de L'Union des Classes Moyennes de Bruxelles (UCM)[13].

### Divers
- À partir de 1979, Nadine Salembier est présidente de la Société Protectrice Des Animaux de Comines-Warneton[14].
- La reine Mathilde de Belgique est cliente du centre Beauté & Vie Nadine Salembier de Bruxelles[15]. Elle a inauguré le centre malaisien « Beauté & Vie » lors d'une de ses missions économiques dans le pays[16].
- En 2012, la marque Nadine Salembier a obtenu le certificat belge « EuroHalal » qui certifie que l'ensemble des produits cosmétiques de la gamme est sans alcool ni substance d'origine animale. La gamme peut donc être qualifiée de Halal, et dès lors librement consommée par la communauté musulmane[17].
- Le 15 novembre 2013, le groupe Nadine Salembier devient Fournisseur breveté de la Cour de Belgique[18].